# Two Lane Highway
Albums de Pure Prairie League
Bustin' Out
(1972) If the Shoe Fits
(1976)
Two Lane Highway (1975) est le troisième album du groupe de country rock américain Pure Prairie League.

## Titres de l’album
Face A
1. "Two Lane Highway" (Goshorn) - 4:04
2. "Kentucky Moonshine" (Goshorn) - 2:30
3. "Runner" (Powell) - 2:39
4. "Memories" (Goshorn, Palmer) - 2:52
5. "Kansas City Southern" (Clark) - 2:55

Face B
1. "Harvest" (Goshorn) - 3:36
2. "Sister's Keeper" (Powell) - 3:45
3. "Just Can't Believe It" (Goshorn, Reilly) - 2:21
4. "Give Us a Rise" (Hinds, Powell) - 2:27
5. "I'll Change Your Flat Tire, Merle" (Gravenites) - 2:09
6. "Pickin' to Beat the Devil" (McGrail) - 2:52

## Musiciens
- George Ed Powell - guitare, chant
- Larry Goshorn - guitare, chant
- John David Call - steel guitare, banjo, dobro, chant
- Michael Connor - claviers
- Michael Reilly - basse, chant
- Billy Hinds - batterie

Autres musiciens
- Chet Atkins - guitare
- Vincent DeRosa - cor d'harmonie
- Don Felder - mandoline
- Johnny Gimble - flute, violon
- Emmylou Harris - chant
- Steven Edney - chant, congas
- John Rotella - clarinette, claviers